# Lijst van voetbalinterlands Italië - Servië
Deze lijst van voetbalinterlands is een overzicht van alle officiële voetbalwedstrijden tussen de nationale teams van Italië en Servië. De landen hebben tot op heden twee keer tegen elkaar gespeeld. De eerste ontmoeting, een kwalificatiewedstrijd voor het Europees kampioenschap voetbal 2012, werd gespeeld in Genua op 12 oktober 2010. Het laatste duel, de returnwedstrijd in dezelfde kwalificatiereeks, vond plaats op 7 oktober 2011 in Belgrado.

## Wedstrijden
| № | Plaats   | Datum           | Competitie           | Wedstrijd       | Uitslag |
| - | -------- | --------------- | -------------------- | --------------- | ------- |
| 1 | Genua    | 12 oktober 2010 | EK 2012 kwalificatie | Italië – Servië | 3 – 0   |
| 2 | Belgrado | 7 oktober 2011  | EK 2012 kwalificatie | Servië – Italië | 1 – 1   |

## Samenvatting
| Competitie      | Totaal gespeeld | Winst Italië | Gelijk | Winst Servië | Doelsaldo Italië – Servië |
| --------------- | --------------- | ------------ | ------ | ------------ | ------------------------- |
| EK-kwalificatie | 2               | 1            | 1      | 0            | 4 − 1                     |
| Totaal          | 2               | 0            | 2      | 0            | 4 − 1                     |

## Details

### Eerste ontmoeting
| EK 2012 kwalificatie (Genua, Italië, 12 oktober 2010): |              | |
| Italië | 3 – 0        | Servië |
| | goals        | |
| Cesare Prandelli | bondscoach   | Vladimir Petrović |
| Emiliano Viviano Leonardo Bonucci Giorgio Chiellini Domenico Criscito Stefano Mauri Andrea Pirlo Gianluca Zambrotta Claudio Marchisio Angelo Palombo Giampaolo Pazzini Antonio Cassano | opstellingen | Željko Brkić Branislav Ivanović Aleksandar Luković Neven Subotić Slobodan Rajković Zdravko Kuzmanović Dejan Stanković Gojko Kačar Miloš Krasić Zoran Tošić Dragan Mrdja |
| | wissels      | |
| | gele kaarten | 3' Slobodan Rajković |
| - Duel na zeven minuten gestaakt en later door de UEFA later omgezet in een reglementaire 3-0 overwinning voor Italië vanwege wangedrag van Servische fans op de tribunes.             |              | |

### Tweede ontmoeting
| EK 2012 kwalificatie (Belgrado, Servië, 7 oktober 2011): |       |                      |
| Servië                                                   | 1 – 1 | Italië               |
| Branislav Ivanović 26'                                   | goals | 2' Claudio Marchisio |